# ムーロマ族

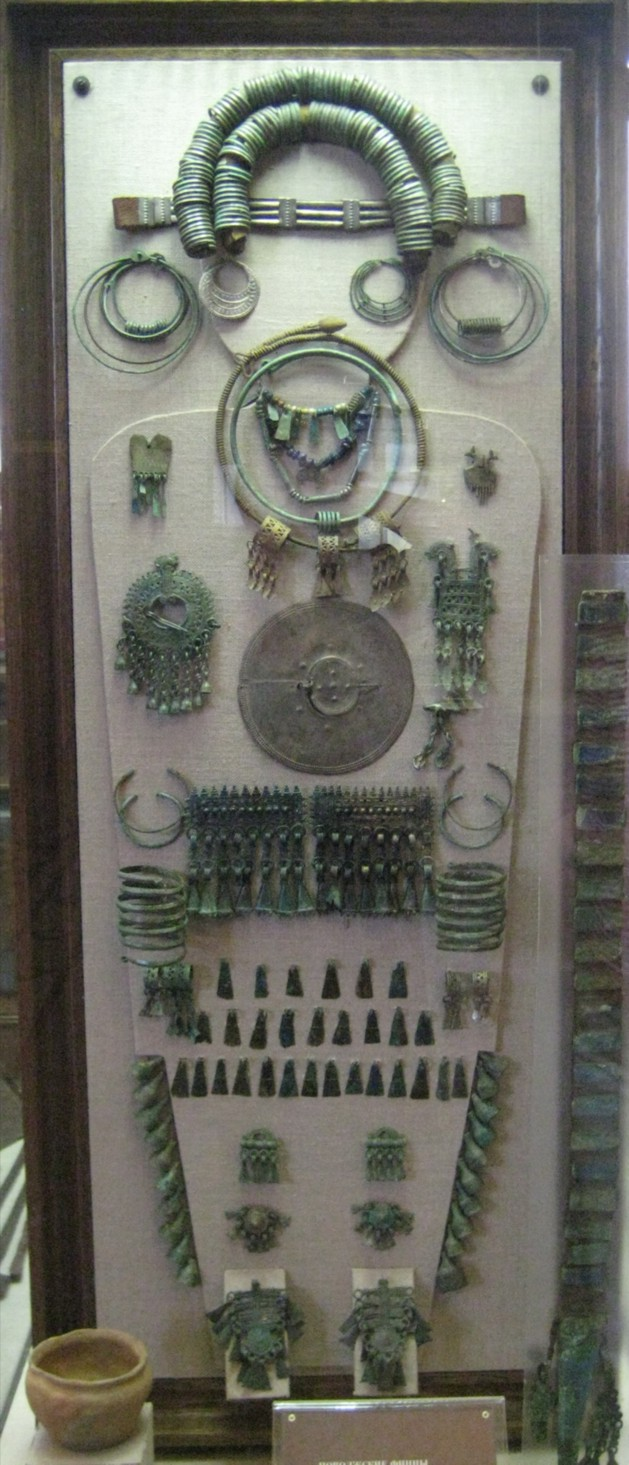
ムーロマ族の居住地から出土した女性用の装飾品（9 - 10世紀）

ムーロマ族（ロシア語: Мурома）は1千年紀の中頃からオカ川下流（現ロシア・ムーロム周辺）に住んでいたフィン・ウゴル人の部族である。
『原初年代記』には、オカ川がヴォルガ川に流入する場所に住み、スラヴ人ではないと記されている。何人かの研究者の説では、モシチヌィ文化(ru)の担い手を起源とする部族であるとされている。ムーロマ族は農業、漁猟、養蜂、毛皮用動物の狩猟、工芸等を生業としており、主にウラル川流域との交易を行っていた。言語学的見地からの議論においては、ムーロマ族はモルドヴィン人の中の1部族であるか（ムーロマ族の居住地は、モルドヴィン人とチェレミス人の居住地の間にくさび状に食い込んでいる。）、もしくはメリャ族のような、フィン・ウゴル語派の中の独立した部族の１つであるとされている。10世紀にはキエフ大公国にダーニ（貢税）を払っていたという記録があるが、10世紀中頃以降は年代記上に記されなくなっており、おそらく他の部族よりも早期に、12世紀には完全に東スラヴ人の諸部族と同化した。